# كاساكانديتيلا
كاساكانديتيلا (بالإيطالية: Casacanditella)‏ هي بلدية في مقاطعة كييتي في إقليم أبروتسو الإيطالي.

## السكان
في سنة 1861 بلغ عدد السكان 1٬638 نسمة، وتطور العدد ليصل في سنة 2011 لـ 1٬340 نسمة.
يظهر هذا المخطط البياني تطور النمو السكاني لـ كاساكانديتيلا